# Solomys
Solomys är ett släkte av däggdjur som ingår i familjen råttdjur.

## Beskrivning
Dessa gnagare förekommer på Salomonöarna och vistas där i täta skogar.
Medelstora arter som Solomys salebrosus når en kroppslängd (huvud och bål) av 23 till 33 cm och en svanslängd av cirka 25 cm. De väger mellan 290 och 460 gram. Solomys salamonis blir bara cirka 19 cm lång (huvud och bål) och har en ungefär lika lång svans. Av Solomys ponceleti dokumenterades individer med en kroppslängd av 33 cm, en svanslängd av 37 cm och en vikt av något över 1000 gram. Pälsfärgen är beroende på art och individ och kan vara kanelbrun, ljusbrun med rosa skugga eller gråbrun.
Kännetecknande för släktet är den nästan helt nakna svansen som troligen används som gripverktyg. Fötterna har tydliga fotsulor och är utrustade med kraftiga klor.
Individerna klättrar i växtligheten och de bygger bon av blad och kvistar som platseras på en gren eller i trädens håligheter. I några av dessa håligheter hittades rester av nötter och kokosnöt som antas vara råttdjurens föda.
Alla arter jagas och de hotas även av skogsavverkningar. IUCN listar en art som akut hotad (CR), två arter som starkt hotad (EN), en art med kunskapsbrist (DD) och Solomys spriggsarum dog redan ut under förhistorisk tid.

## Taxonomi
Kladogram enligt Catalogue of Life och Wilson & Reeder (2005):
| Solomys | \| \| Solomys ponceleti \| \| \| \| \| \| Solomys salamonis \| \| \| \| \| \| Solomys salebrosus \| \| \| \| \| \| Solomys sapientis \| \| \| \| \| \| Solomys spriggsarum \| \| \| \| |
|         | \| \| Solomys ponceleti \| \| \| \| \| \| Solomys salamonis \| \| \| \| \| \| Solomys salebrosus \| \| \| \| \| \| Solomys sapientis \| \| \| \| \| \| Solomys spriggsarum \| \| \| \| |
|         | Solomys ponceleti |
|         | |
|         | Solomys salamonis |
|         | |
|         | Solomys salebrosus |
|         | |
|         | Solomys sapientis |
|         | |
|         | Solomys spriggsarum |
|         | |

Arterna är nära släkt med andra råttdjur från den australiska regionen och räknas därför till Uromys-gruppen inom underfamiljen Murinae.